# あべみほ
あべみほ（1988年1月10日 - ）は、日本のタレント、グラビアアイドル、女優。北海道石狩市出身。愛称も「あべみほ」。
主な受賞歴はミス・ユニバース・ジャパン2012ファイナリスト、準日テレジェニック2013 ベスト美脚賞、ミスFLASH2015グランプリ、グラビアン魂アワード2024 アンニュイ・クイーン賞。
新日本プロレス所属のプロレスラーであるタイチのディーヴァとして帯同し、リングにも上がっていた。
デーヴァ卒業に伴い、「FlyingDiVA」というバンドを結成、ボーカルとして活動。売り上げは全て保護猫・保護犬活動に寄付をしている。
ワンエイトプロモーションを経て、2016年よりフリーランスで活動。
2025年、芸歴20年目に突入した。

## 来歴
北海道小樽市で生まれ、3兄妹の末っ子（兄と姉がいる）として石狩市で育つ。
2006年、北翔大学短期大学部服飾美術科在学中、学内でのファッションショーがきっかけでモデル事務所モーディアに所属、花王アタックCMでデビュー。短大在学時から北海道のモデル、ローカルタレントとしてバラエティ番組を中心に活動した、
23歳で上京したが、本人曰く、「トランクひとつで東京に来て、そのまま北海道に帰らなかった」ことが実質の上京となった。
ミス・ユニバース・ジャパン2012横浜大会にてグランプリに輝き、モデルとして活動したのち、レースクイーン、グラビアアイドルデビュー。

2013年に開始したフジテレビ「アウト×デラックス」の初代カウンターガールに抜擢される。
2015年2月、ミスFLASH2015グランプリを受賞。当時27歳でのグランプリ受賞は最年長記録である。4月にはアイドルユニット「G☆Girls」に加入。しかし、2015年10月に突発性難聴を発症し、脱退した。。
2015年12月23日、プロレスリング・ノア大田区総合体育館大会に鈴木軍のタイチに帯同し登場。以降、同郷でもあるタイチのディーヴァとしてノアの大会に帯同するように。
2016年3月に事務所を退所。2016年11月7日より芸名を「阿部未歩」に改名した が、翌年5月に「あべみほ」に戻した。
2017年1月5日、タイチが属する鈴木軍が戦いの場を新日本プロレスのリングに戻してからは更に華美な入場となり、グッズも販売されるようになった。
2017年、D1GPイメージガールに就任。
2018年、自身初となるヌード写真集「をとめのすがた」をリリースしグラビア界に復帰。
2020年6月、コロナ禍における出演自粛を発表、暫くの間リングから離れていたが、2021年6月1日、後楽園ホール大会のIWGPタッグ選手権試合で復帰。
2022年12月19日、鈴木軍が解散、それをきっかけにタイチが一匹狼として活動したい旨を告げられ、ディーバ関係の解消を告げられた。
2024年12月24日、『週刊SPA!』（扶桑社）の「グラビアン魂アワード2024」にて、みうらじゅん個別賞「アンニュイ・クイーン賞」を受賞した。
2025年4月3日、自身初となるヌード写真集を発売。オリコンランキング１位を飾る。
同年5月17日より、主演映画「真夏の果実」が公開されることが発表された。

## 人物
- 特技はアイロン掛けと色仕掛け[14]。ミスFLASH2015グランプリ受賞時にもその特技を披露[36] した。
- 趣味はSNSにおける「タイムライン気まずい攻撃」という投稿。
- 歌うことが大好きで、石狩エンジェルクレア少年少女合唱団に入団[37]。
- 中学からバレーボールを始め、現在も社会人チームに所属している[16][blog 10]。
- サンリオキャラクターのキキララが大好きという乙女な内面を隠し持ち、あわよくば「キキララ になりたい」の願望がある[38]。そのため、友人からは「ミミちゃん」と呼ばれている。
- 「アウト×デラックス」の初代カウンターガールに抜擢された際には、「日本一のセクシーアシスタント」と話題になり、愛人契約を持ちかけられることもあった[10]。
- 2015年8月、仔猫を保護。「あべみそ」と名付け一緒に暮らしている[blog 11]。
- GLAYの長年の大ファン[blog 12]。
- 好きなタイプは「笑顔が素敵な人」、「情熱的な人」、「汗をいっぱいかいている人」、「焼き肉を焼いてくれる人」、「聖帝」、「私のことが好きな人」、「地球と共存している人」、「聖帝[注釈 1]」など[2][39]。
- 苦手なものは「質問責め」、「激辛系料理」、「執着心の強い人」、「取り決めごと」、「説明書」[39]。

## プロレス
- タイチに帯同するようになったきっかけは出演していた「アウト×デラックス」を観たタイチからのラブコール[2][10][40]。その後、2人は同郷で実家が徒歩数分と「なまら近所」であることが判明[11][41]、その運命的な出会いと溺愛っぷりから自然とディーヴァ と呼ばれるようになる[40]。
- 当初は愛情出演のノーギャラ出演を条件とし、すぐに辞めるつもりでいた[28]。また、自身はプロレスには詳しくないと述べている[42]。
- レスリングの基礎がなく、トレーニングもしていない。セクシーパフォーマンスを筆頭にビンタやキックなど積極的に試合に介入"させられて"いる[11]。
- 試合中は、時にトップロープから飛ぶ相手選手の盾となってタイチをガードすることもある。また、タイチ独特のヒールファイトに習い、パイプ椅子やゴング用の木槌等をこっそり入れ込んでの参戦を魅せた。
- プロレスファンからは「みほ様」「女神様」と呼ばれている[2]。
- WWEにおける呼称変更によって同団体にはディーヴァが消滅したため、数少ないディーヴァを代表する存在となった[2]。
- 2016年6月18日、後楽園ホールにて行われた3度目の鈴木軍興行「We are SUZUKIGUN3」にて行われた第3試合、真壁刀義、本間朋晃、田口隆祐 vs TAKAみちのく、タイチ、シェルトン・X・ベンジャミン戦において、入場時、真壁に迫った際にトップロープから転落しブラホックが外れてしまう。その後、ヒールであるタイチがホックを優しく留める神対応っぷりがネットニュースでも話題となった[43]。
- 2016年8月21日、有明コロシアムにて行われたスーパーJカップ にて獣神サンダー・ライガーを激怒させた。以来、担ぎ上げられ、尻を叩かれ、容赦なく投げ飛ばされ、肝臓が剥離した。[44][blog 13]
- 2020年4月、新日本プロレス公式サイト"選手日記"内にてタイチの抗争相手である田口隆祐のディーバに転身すると発表され「愛を忘れたい」とツイート、ネット上をざわつかせた[26]。なお、田口とは駅で遭遇したことがある[45]。

## 作品

### イメージDVD
- Happy Hour AM（2013年6月21日、イーネット・フロンティア）[46]
- Office Love（2014年5月25日、エアーコントロール）[47]
- Pheromone（2014年12月24日、イーネット・フロンティア）[48]
- ミスFLASH2015（2015年4月17日、イーネット・フロンティア）[49]
- 狂おしいほど愛して（2018年11月15日、サウスキャット））[50]
- むきだしの愛（2019年6月21日、竹書房）[51]
- 蜜の味（2019年12月25日、エアーコントロール）[52]
- LOVERS（2020年3月26日、サウスキャット）[53]
- 愛のしたたり（2020年6月26日、竹書房）[54]
- あなたに魅せられて（2020年9月20日、ラインコミュニケーションズ）[55]
- あなた、ごめんなさい。（2021年1月22日、竹書房）[56]
- あべみほvs仮想エロス（2021年6月25日、エアーコントロール）[57]
- 愛の弁護士〜ラブ・リーガルはラブリー・ガール〜（2022年3月25日、フェイス）
- LOVE DRUG（2022年7月27日、スパイスビジュアル）[58]
- 愛に溺れて（2022年12月23日、イーネット・フロンティア）[59]
- 愛の罠（2025年6月20日、竹書房）[60]

### 写真集
- をとめのすがた（2018年7月13日、双葉社、撮影：小澤忠恭）ISBN 978-4575313727[61]
- 天風（2025年4月3日、講談社、撮影：西田幸樹）ISBN 978-4065391204[62]

### カレンダー
- あべみほカレンダー2019（2018年10月1日、わくわく製作所、撮影：小澤忠恭）

## 活動記録（上京後〜現在）

### テレビ番組
- 夜遊び三姉妹
- 全力坂
- THEわれめDEポン
- 美しい人に怒られたい
- アウト×デラックス
- アイドルの穴～日テレジェニックを探せ！
- 木村魚拓の窓際の向こうに
- 有吉ジャポン
- ゴッドタン
- ウレロ・未体験少女
- 旅ヌード
- キリウリ＄アイドル
- 「ぷっ」すま
- ガリゲル

- ワーキングデッド 〜働くゾンビたち〜
- ナカイの窓
- 南まりかのTOCHITAMA!
- しみけんの脳ミソつるつる野郎
- LOVE理論
- ブラマヨとゆかいな仲間たち アツアツっ!
- 良好生活研究所
- 明石家地下王国
- じっくり聞いタロウ
- マジか！その後の人生〜今を大追跡スペシャル
- お願い！ランキング
- 速報！バトル☆メン
- タカタイチ興行メイン試合 内藤哲也vsタイチ
- ワールドプロレスリング
- 細かすぎて伝わらないモノマネ選手権（みょーちゃん劇団ヒロイン）
- カミヒトエ！
- 有吉反省会
- 女神降臨
- 恋するパチスロリーグ　レギュラー
- 新日ちゃん。
- 新日ちゃんぴおん。
- 東京オーディション（仮）[63]
- 極楽山本・ロンブー亮ARIGATEENA TV [64]

### ドラマ
- テレビ東京開局55周年記念企画ドラマスペシャル あまんじゃく 元外科医の殺し屋が医療の闇に挑む！

### 映画
- 009ノ1
- ハダカの美奈子
- 日本やくざ抗争史 殺しの軍団
- ひとよ
- いまダンスをするのは誰だ?
- 真夏の果実（主演）

### 振付
- 関ジャニ∞ MV
- キャンディークラッシュTVCM
- 妖怪ウォッチぷにぷにTVCM

### OVA
- 終末のハーレムVR（2019年3月4日） - 周防美来のモーションアクター[65]

### パチスロ
- パチスロ機HyperBlackJackセレブリティ役

### 広告
- メディキュット
- PUMA
- GOLF5
- アルペン
- IGNIO
- 楽天
- ファッションウォーカー
- 花王
- サクセス
- 百凱王(ユーピーエス)[66]

### 雑誌
- KATY（トランスメディア）
- 週刊FLASH（光文社）
- 週刊プレイボーイ（集英社）
- FRIDAY（講談社）
- 週刊SPA!（扶桑社）
- 週刊実話（日本ジャーナル出版）
- 週刊大衆（双葉社）
- 週刊ポスト（小学館）
- 週刊現代（講談社）
- ギャルズパラダイス（三栄書房）
- 黄金のGT（晋遊舎）
- Yha! Hip&Lip　表紙（ワニマガジン）
- Chuッ（ワニマガジン）
- Bejean（ジーオーティー）
- EX MAX!（ぶんか社）
- EX MAX!special（ぶんか社）
- BLACK BOX（マイウェイ出版）
- CIRCUS MAX（ベストセラーズ）
- ドカント（デジタルスタイル）
- ぱちかる（イープロジェクト）
- 週刊プロレス（ベースボール・マガジン社 ）
- アサヒ芸能（徳間書店）

### 舞台
- 「Dancce attendance upon you」
- バラエティーイベント「ハコニワ」
- ムラコシアター「5218」
- 第三水曜即興舞台「こんなはずじゃなかった」（2015〜2024)
- 第三水曜即興舞台(2025〜)

### ショー
- 東京モデルコレクション　ゲスト

### ネット番組
- EXスーパーアイドルクイーン
- ピグ☆1
- 新ライター列伝
- RQなう
- アイドル・リーグ
- アメスタプレミアム放送
- ロックオンRQ
- ミスFLASHチャンネル
- NO KEIRIN,NO LIFE
- Xperia presents 吉田尚記のXYZ！
- インスタントジョンソンのかわいこちゃーん
- ウマバラ！
- 脇阪寿一の言いたい放題
- あべみほと学べ！
- 野性爆弾川島×バッドボーイズ佐田
- ねじのアイドル検品中

### レースクイーン
| 年     | カテゴリー                                | チーム名                                             | 他メンバー                   |
| ------ | ----------------------------------------- | ---------------------------------------------------- | ---------------------------- |
| 2012年 | SUPER GT 300クラス                        | Teamマッハ「マッハ車検ギャル」                       | [ 67 ] [ 68 ]                |
| 2013年 | SUPER GT 300クラス                        | OGT!Racing「OGT!Angels」                             | REIKA、渡瀬茜、若松朋加      |
| 2014年 | SUPER GT 500クラス                        | S Road MOLA「S Road GIRL」「ERGO JAPAN GIRL」        | 森園れん、中村奏絵、松下桃奈 |
| 2014年 | MFJ・全日本ロードレース選手権 J-GP2クラス | Will-Raise Racing RS-ITOH「Will-Raise Racing Girls」 | 佐崎愛里、飛田ありさ         |
| 2014年 | SUPER TROFEO                              | Direction Racing Race Queen                          |                              |
| 2015年 | SUPER TROFEO                              | Direction Racing Race Queen                          |                              |

### ラウンドガール
- IGF
- 3x3.EXE
- BLADE
- INOKI BOM-BA-YE

### イベントモデル
- 東京オートサロン　ブリヂストンブース
- ONE PIECE 海賊無双2　ボア・ハンコック役
- 東京ゲームショウ　DeNAブース
- ジャンプフェスタ　終末のハーレム　周防未來役

### ライブ
- アイドルグループG☆Girls元メンバー
- TRIPLANE主催道産子ジャパンライブ

### プロレス
- プロレスリング・ノア（2015 - 2016）
- TAKAタイチ興行（2016 - 2018）
- 鈴木軍興行（2016 - 2022年12月19日[blog 9]）- ディーバ
- スーパーＪカップ（2016）
- 新日本プロレス （2017〜）
- BEST OF THE SUPER Jr. （2017）
- 全日本プロレス （2017）
- TAKAタイチマニア（2018〜）

## 北海道での主な活動記録（2006年～2011年）

### テレビ番組
2008年
- ワンサカ!
- タカアンドトシのどぉーだ!

2009年
- どぉーだ!Presents タカトシ牧場
- 札幌コレクション
- 銀玉の魂

2010年
- 商船三井プレゼンツ 春ロマン紀行!北海道～東京・夢の船旅コース フェリーで楽しむ魅惑のプラン
- アイコレクション

### テレビCM
- 花王アタック
- Comic.jp
- 楽得バス13
- スーパーハイペリオン
- 資生堂コラーゲンドリンク
- 吉田学園医療歯科専門学校

### ラジオ
- feat.FUTURE

### 雑誌
- ゼクシィ
- 北海道ウォーカー
- ポロコ
- Vivo
- 札幌ポータルマガジンBC
- ドウエイ
- キタビジン
- ギャルズパラダイス
- ホットペッパー

### 広告
- 愛衣裳店
- 吉田学園
- パセオ
- スポーツジムZip
- ラビステージ
- ジャスマックホテル
- ラ・ベール教会
- グラスイズム
- 北海道新聞Doreca[69]
- ビューティープロジェクト
- fantasista
- ロゴラボザイオン
- ネイルサロンNatura

### ファッションショー
- 藻岩シャローム協会
- 吉田学園
- GBC
- 札幌コレクション'
- サッポロファッションレボリューション!
- 詩劇「縄文－未来からの声－」

### 舞台
- 北海道二期会　オペラ公演　
  - 「ヘンゼルとグレーテル」2004年～2007年
  - 「カヴァレリア・ルスティカーナ」2007年
  - 「道化師」2007年

### 司会・MC
- 北海道少年少女合唱連盟　恵庭合同演奏会　（2005年7月）
- 第25回北海道少年少女合唱連盟　合同演奏会　（2010年1月）
- 7th Darts北海カップ　アクション (2010年2月)

### イメージガール
- 2008年 函館INDYガールズ
- 2010年 北海道新聞「Doreca」３代目ドレカガール

### その他
- 美人時計北海道